# (10830) Desforges
(10830) Desforges est un astéroïde de la ceinture principale.

## Description
(10830) Desforges est un astéroïde de la ceinture principale. Il fut découvert par Eric Walter Elst le 20 octobre 1993 à l'ESO. Il présente une orbite caractérisée par un demi-grand axe de 2,66 UA, une excentricité de 0,174 et une inclinaison de 11,15° par rapport à l'écliptique.
Il fut nommé en hommage à l'abbé Jacques Desforges (1723-1791), prêtre français d'Étampes, qui prit position pour le mariage des prêtres contre l'avis du clergé.

## Compléments